# Богунська сільська рада
Богунська сільська рада (у 1923 році — Врангелівська сільська рада) — колишня адміністративно-територіальна одиниця та орган місцевого самоврядування у Троянівському районі і Житомирській міській раді Волинської округи та Київської області УРСР з адміністративним центром у хуторі Богунія.

## Населені пункти
Сільській раді на момент ліквідації були підпорядковані населені пункти:
- с. Богунія
- х. Виговського
- х. Довжик
- х. Шевченко

## Населення
Кількість населення ради, станом на 1923 рік, становила 1 067 осіб, кількість дворів — 224.

## Історія та адміністративний устрій
Утворена 1923 року, з назвою Врангелівська сільська рада, в складі хуторів Врангелівка, Довжик, Виговського (за іншими даними — у підпорядкуванні ради з 1928 року), Кіналевського та Шевченка Троянівської волості Житомирського повіту Волинської губернії. 7 березня 1923 року увійшла до складу новоствореного Троянівського району Житомирської округи. 28 червня 1923 року перейменована на Богунську через перейменування адміністративного центру ради.
15 вересня 1930 року, у відповідности до постанови ВУЦВК та РНК СРСР від 2 вересня 1930 року «Про ліквідацію округ та перехід на двоступеневу систему управління», сільську раду було передано до складу приміської смуги Житомирської міської ради.
Ліквідована 23 серпня 1934 року, відповідно до постанови Президії ВУЦВК «Про розширення міської смуги м. Житомира». Хутори Богунія, Виговського та Шевченка включені до складу міста Житомир, х. Довжик передано до складу Соколово-Гірської сільської ради Житомирської міської ради.